# The Closer I Get to You
The Closer I Get to You é o título de uma canção gravada em dueto por  Roberta Flack & Donny Hathaway e lançada em 1978.

## Desempenho
| Charts                                    | Peak positição |
| ----------------------------------------- | -------------- |
| Estados Unidos Billboard Hot 100          | 2              |
| Estados Unidos Billboard Hot Soul Singles | 1              |

## Versão de Beyoncé & Luther Vandross
"The Closer I Get to You" é uma canção regravada por Beyoncé e o cantor Luther Vandross para o álbum Dangerously in Love lançado em 2003. Em 2004 a canção foi premiada com um Grammy Awards na categoria Best R&B Performance by a Duo or Group with Vocals.
Esta canção foi apresentada na trilha sonora internacional da telenovela brasileira Celebridade da Rede Globo.

### Prêmios
| Ano  | Prêmio        | Categoria                                          | Resultado |
| ---- | ------------- | -------------------------------------------------- | --------- |
| 2004 | Grammy Awards | Best R&B Performance by a Duo or Group with Vocals | Venceu    |

### Posições
| Tabelas musicais (2004)                | Melhor posição |
| -------------------------------------- | -------------- |
| Estados Unidos - Hot R&B/Hip-Hop Songs | 62             |